# 닛산 실피
닛산 실피(Nissan Sylphy)는 닛산 자동차의 승용차이다. 1세대와 2세대는 블루버드 실피로 판매되었다.

## 1세대(G10)

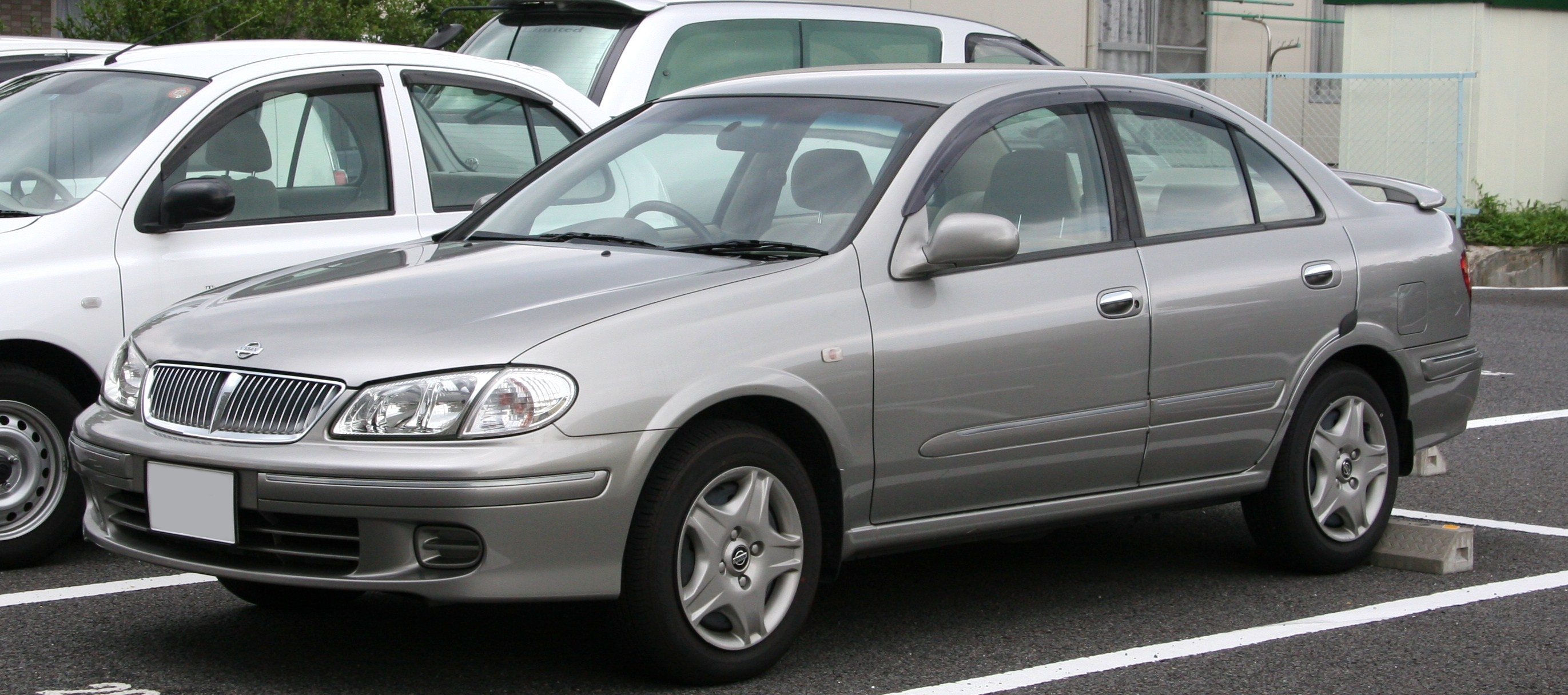
닛산 블루버드 실피 정측면

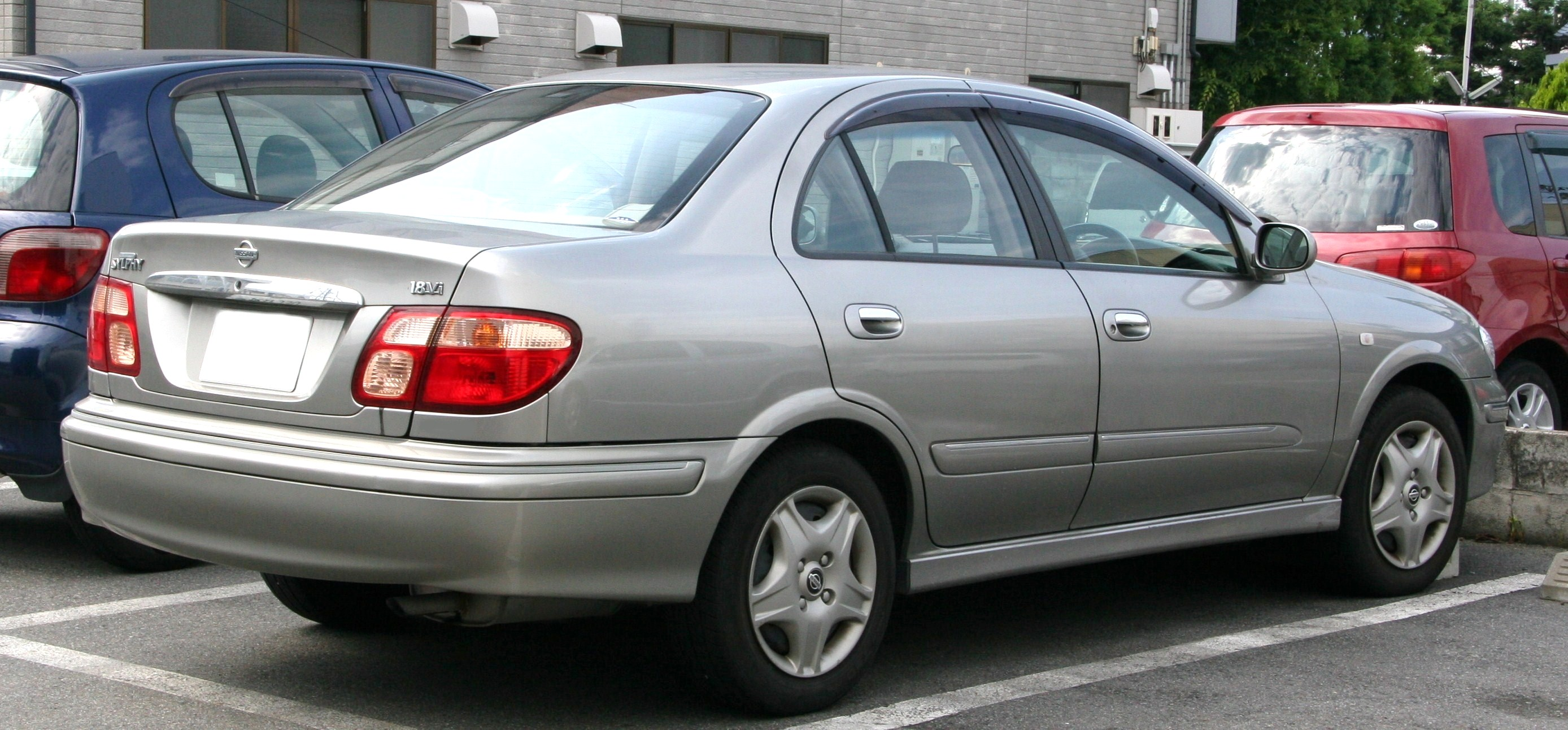
닛산 블루버드 실피 후측면

2000년에 블루버드의 후속 차종으로 출시되어 2005년까지 생산되었다. 타겟 고객을 40세에서 55세의 중년층으로 삼아서 보수적인 느낌이다. 블루버드라는 차명으로 보면 11세대이며, 당시 가솔린 엔진을 탑재한 차로는 경이적인 배출 가스 저감 성능을 자랑했다. 2003년에 페이스 리프트를 거쳤다. 대한민국에서는 2002년에 출시된 르노삼성 SM3의 베이스 차종으로도 잘 알려져 있다.

## 2세대(G11)

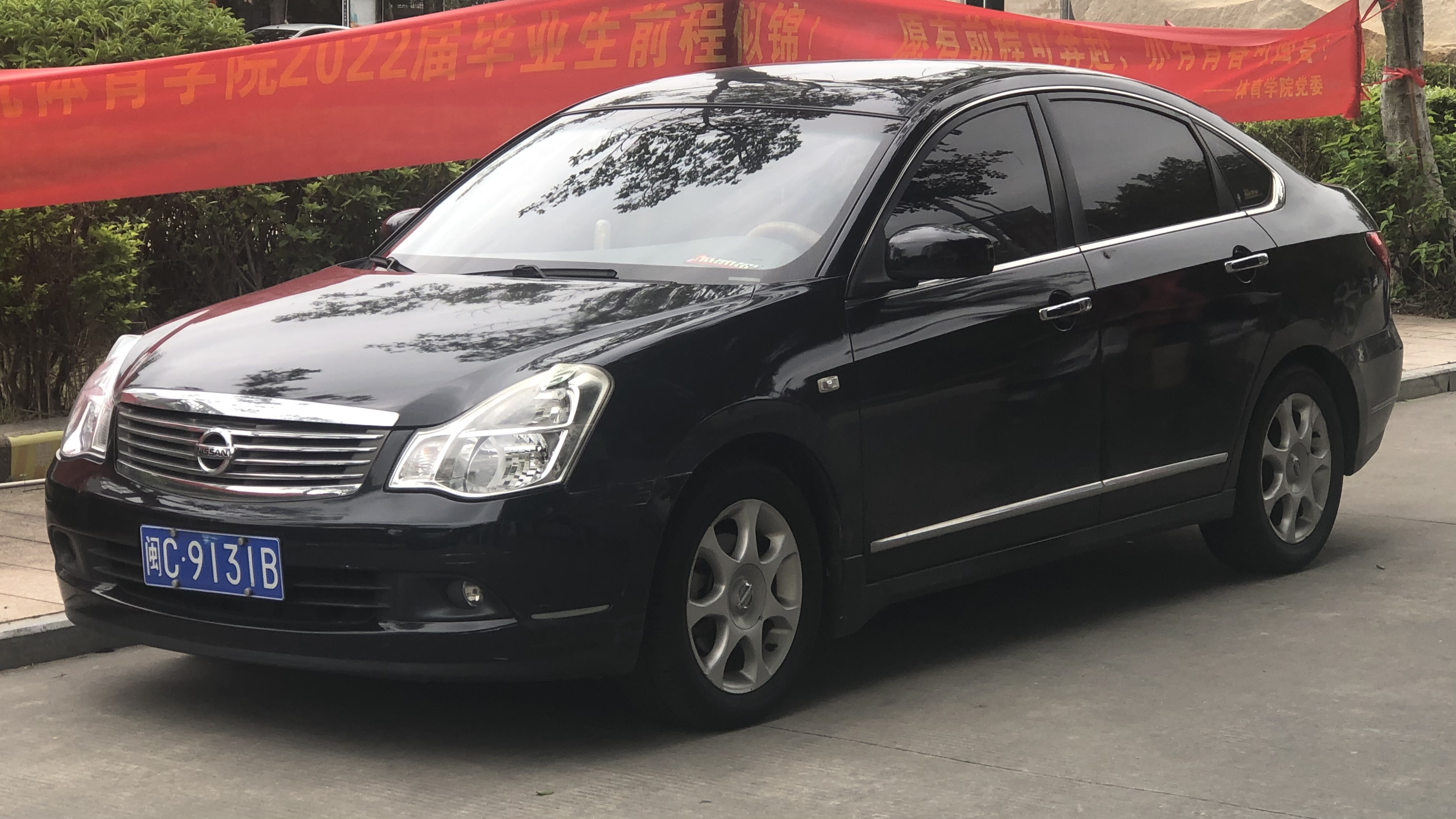
닛산 블루버드 실피 정측면

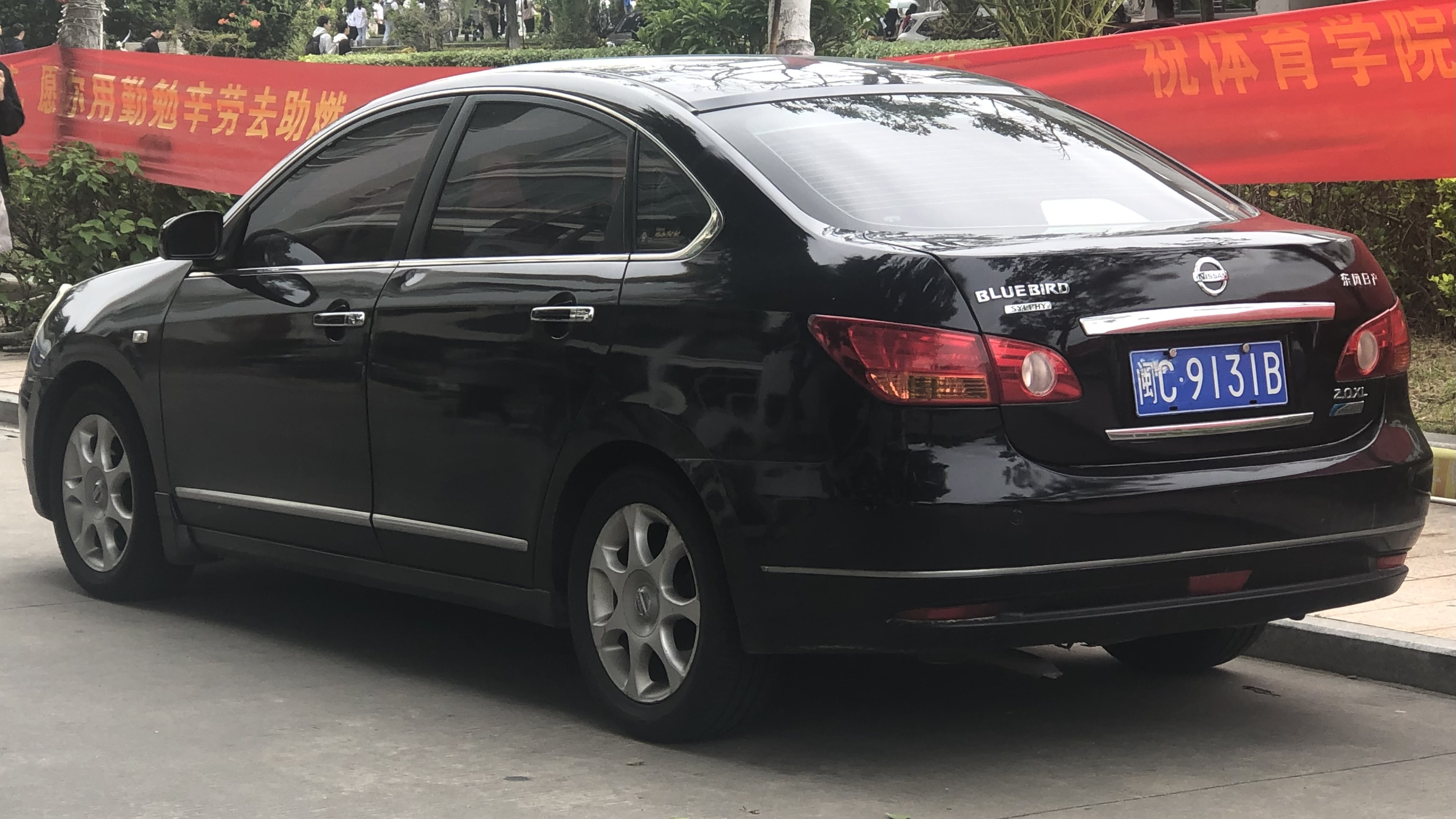
닛산 블루버드 실피 후측면

2005년에 출시되어 2012년까지 생산되었다. 닛산 자동차의 모던 리빙 컨셉을 기반으로 개발되었고, S 모션이라고 불리는 S자 곡선이 디자인에 반영되었다. 블루버드라는 차명으로 보면 12세대이다. 축거가 1세대보다 165mm나 늘어나 1세대의 단점이던 좁은 실내 공간을 크게 개선해 대형 세단과 비교해도 뒤지지 않는 넓은 실내 공간을 자랑했다.

## 3세대(B17)

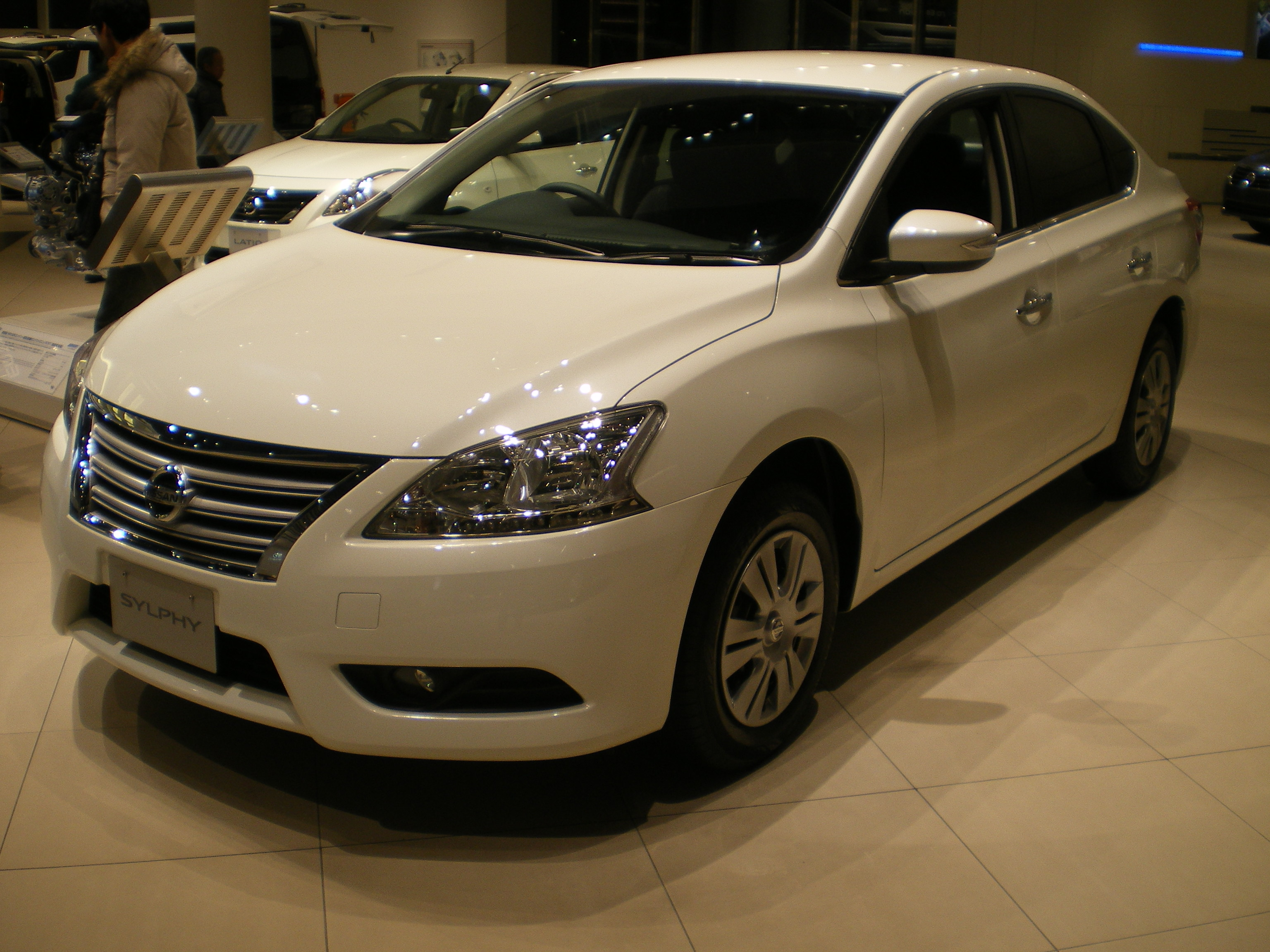
닛산 실피 정측면

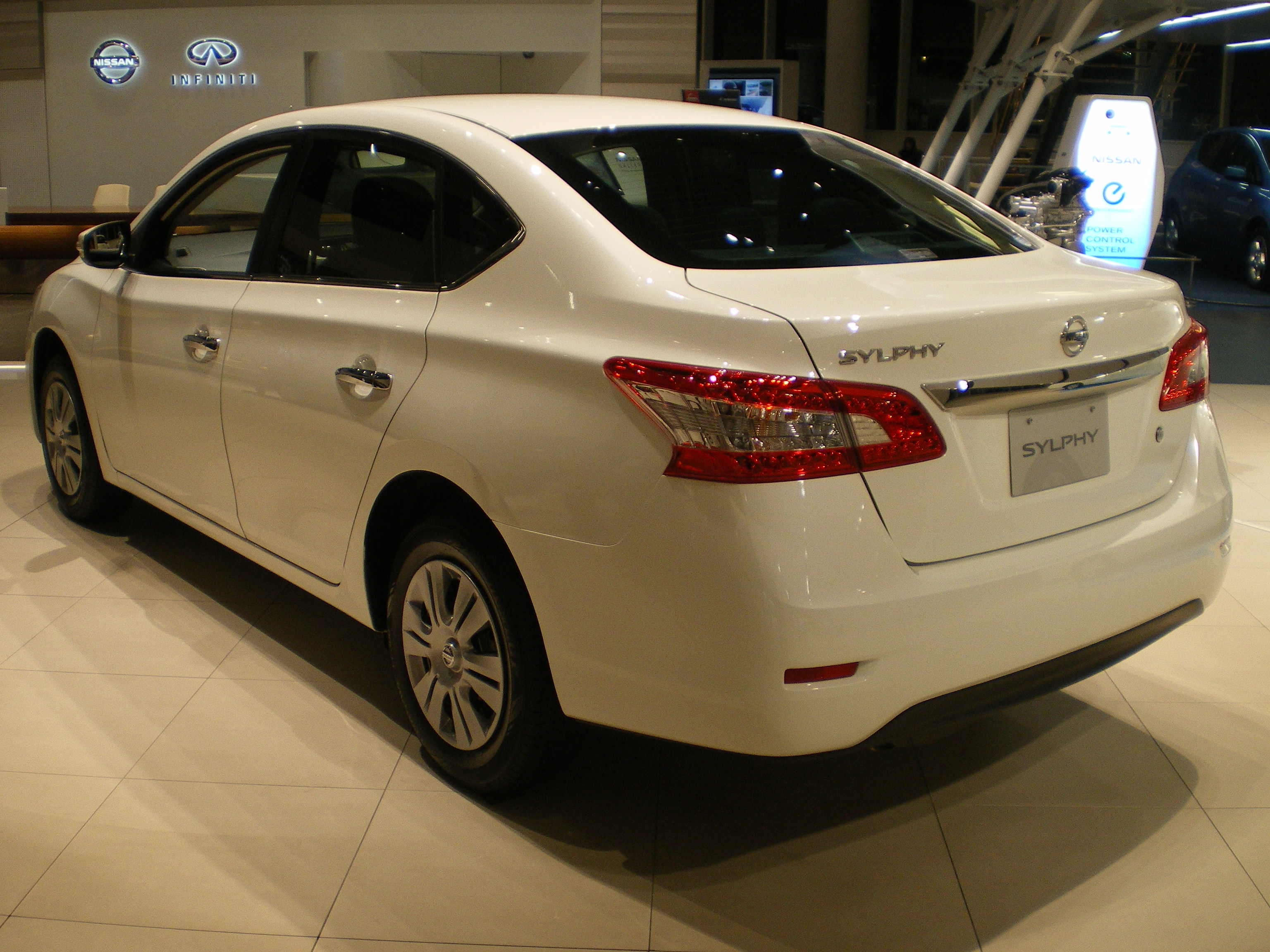
닛산 실피 후측면

2012년에 출시되었다. 3세대부터는 실피라는 차명으로 독립되어 53년 동안 이어진 블루버드는 단종되었다. 역대 실피 최초로 전폭이 1,700mm를 넘었다.

## 4세대(B18)
2019년에 공개되었으며, CMF-CD 플랫폼을 탑재하였다.